# 현대 스타게이저
현대 스타게이저는 현대자동차에서 2022년 8월 11일 출시한 미니밴 차량이다.

## 상세
2022년 7월에 공개되었으며, 출시는 8월 11일에 이루어졌다. 크기는 현대 크레타보다 더 큰 크기이며, 기아 카렌스와 형제차 관계에 있다. 인도네시아와 동남아시아 등지에서 우선적으로 판매될 예정이며. 대한민국, 유럽, 오세아니아와 중국 시장에는 각각 스타리아와 쿠스토가 판매되고 있기 때문에 출시 계획이 없다.

## 관련된 차
- 스타리아
- 카렌스
- 쿠스토
- 스타렉스